# فرودگاه محلی ولنات ریج
فرودگاه محلی ولنات ریج  (به انگلیسی: Walnut Ridge Regional Airport) یک فرودگاه همگانی باربری با کد یاتا ARG است که یک باند فرود آسفالت دارد و طول باند آن ۱۸۲۹ متر است. این فرودگاه در کشور ایالات متحده آمریکا قرار دارد و در ارتفاع ۸۵ متری از سطح دریا واقع شده است.